# Gossendorf
Gossendorf è una frazione di 884 abitanti del comune austriaco di Feldbach, nel distretto di Südoststeiermark, in Stiria. Già comune autonomo, il 1º gennaio 2015 è stato aggregato a Feldbach assieme agli altri comuni soppressi di Auersbach, Gniebing-Weißenbach, Leitersdorf im Raabtal, Mühldorf bei Feldbach e Raabau.